# Дечји рад у Африци
Дјечји рад у Африци се генерално дефинише на основу два фактора: врсте посла и минималног одговарајућег узраста за рад. Ако је дијете укључено у активност која је штетна за његов физички и ментални развој, оно се генерално сматра дјечјим радником. Односно, сваки рад који је психички, физички, друштвено или морално опасан и штетан за дјецу, и омета њихово школовање тако што им ускраћује могућност да похађају школу или захтева од њих да покушају да комбинују похађање школе са претјерано дугим и тешким радом. Одговарајући минимални узраст за сваки рад зависи од утицаја рада на физичко здравље и ментални развој дјеце. Конвенција МОР-а бр. 138 предлаже сљедећу минималну старосну доб за пријем у радни однос под којом се, ако дијете ради, сматра дјечјим радником: 18 година за опасне послове (сваки рад који угрожава физичко, ментално или морално здравље дјеце), и 13–15 година за лаке радове (сваки рад који не угрожава здравље и безбједност дјеце, нити их спречава у школовању или стручној оријентацији и оспособљавању), иако се са 12–14 година дјеци може дозволити да раде лаке радове под строгим условима и то у веома сиромашним земљама. Друга дефиниција коју је предложио ИЛО-ов Програм статистичких информација и праћења дјечијег рада (енгл. ILO's Statistical Information and Monitoring Program on Child Labor (SIMPOC)) дефинише дијете као дјечјег радника ако је укључено у економску активност, има мање од 12 година и ради један или више часова недељно, или има 14 година или мање и ради најмање 14 часова недјељно, или има 14 година или мање и ради најмање један час недјељно у активностима који су опасни, или има 17 или мање и ради у „безусловно најгорем облику дјечијег рада“ (проституција, дјеца у ропству или принудном раду, оружани сукоби, трговина дјецом, порнографија и друге недозвољене активности).
Африка има највећу стопу инциденције дјечијег рада на свијету. Извјештај Међународне организације рада Уједињених нација открива да 2016. године скоро 1 од сваких 5 дјеце учествује у дјечијем раду. Проблем је озбиљан у подсахарској Африци гдје више од 40% све дјеце узраста од 5 до 14 година ради за преживљавање, или око 48 милиона дјеце.
Иако се сиромаштво генерално сматра примарним узроком дјечијег рада у Африци, недавне студије показују да однос између дјечијег рада и сиромаштва није тако једноставан као линеарни однос наниже. Студија објављена 2016. године „Разумјевање дјечијег рада изван стандардне економске претпоставке монетарног сиромаштва“ илуструје да широк спектар фактора – на страни потражње и понуде и на микро и макро нивоу – може утицати на дјечији рад; он тврди да структурни, географски, демографски, културни, сезонски фактори и фактори школског снабдјевања такође могу истовремено утицати на то да ли дјеца раде или не, доводећи на тај начин у питање уобичајену претпоставку да је монетарно сиромаштво увијек најважнији узрок. У другој студији, Ориоие, Алванг и Тидеман (2017.) показују да се рад дјеце генерално смањује како се посједовање земље по глави становника (као показатељ богатства домаћинства у руралним областима) повећава, али може доћи до пораста у однос између дјечијег рада и посједовања земље близу средине распона земљишта по глави становника. Поред сиромаштва, недостатак ресурса, заједно са другим факторима као што су кредитна ограничења, шокови прихода, квалитет школе и ставови родитеља према образовању, сви су повезани са дјечијим радом.
Међународна организација рада оцјењује да је пољопривреда највећи послодавац дјечијег рада у Африци. Велика већина су неплаћени породични радници.
Уједињене нације су 2021. годину прогласиле Међународном годином елиминације дјечијег рада.

## Културолошки фактори развоја дјечијег рада у Африци
Дјеца у Африци су током дуге историје радила на фармама и код куће. Ово није јединствено за Африку; велики број дјеце је радио у пољопривреди и домаћим ситуацијама у Америци, Европи и сваком другом људском друштву, кроз историју, прије 1950-их. Научници сугеришу да је овај рад, посебно у руралним срединама, облик школовања и стручног образовања, гдје су дјеца учила умјетност и вјештине од својих родитеља, а као одрасли су наставили да раде у истом насљедном занимању. Чак и након пензионисања са формалног посла, Африканци се често враћају вјештинама које су научили у младости, на примјер, бавећи се пољопривредом, за живот или предузеће. Бас тврди да је то посебно тачно у афричком контексту. Африка је веома културно разнолик континент. У дјеловима овог континента, земљорадничка друштва се придржавају система патрилинеарних лоза и кланова. Млади тренирају са одраслима. Породица и рођаци пружају културну рутину која помаже дјеци да науче корисне практичне вјештине и омогућавају овим друштвима да обезбједе себи живот у сљедећој генерацији. Историјски гледано, није било формалних школа, умјесто тога, дјеца су се неформално школовала радећи неформално са својом породицом и рођацима од најранијег узраста. Дјечји рад у Африци, као и у другим дијеловима свијета, такође се посматрао као начин да се усађује осјећај одговорности и начин живота код дјеце, посебно у руралним, самосталним пољопривредним заједницама. Код Паре људи у руралним подручјима северне Танзаније, на примјер, петогодишњаци би помагали одраслима у чувању усјева, деветогодишњаци су помагали да носе сточну храну за животиње и обавезе су се повећавале са узрастом дјеце.
У сјеверним дијеловима подсахарске Африке ислам има велики утицај. Просјачење и дјечији рад сматрани су услугом у замјену за образовање из Кур'ана, а у неким случајевима се наставља до данас. Ова дјеца узраста од 7 до 13 година, на примјер, звали су се алмудос у Гамбији, или талибе у Сенегалу. Родитељи су своју дјецу стављали са марабутом или серином, клериком или учитељем Курана. Овдје би своје вријеме дјелили између просјачења и проучавања Курана. Ова пракса се уклапа у један од пет стубова ислама, одговорност за зекат или милостињу.
Раст колонијалне владавине у Африци, од 1650. до 1950. године, од стране сила попут Британије, Француске, Белгије, Немачке и Холандије подстакао је и наставио праксу дјечијег рада. Колонијални администратори преферирали су традиционалне афричке начине производње по наруџбини, а то је запошљавање домаћинства за посао, а не само одраслих. Милиони дјеце радили су у колонијалним пољопривредним плантажама, рудницима и услужним дјелатностима у домаћинству. Дјеца у овим колонијама од 5 до 14 година су била ангажована као шегрти без плате у замјену за учење заната. Колонијални британски закони, на пример, нудили су домородачком народу власништво над неким од урођеничких земаља у замјену за омогућавање рада жене и дјеце за потребе колонијалне владе, као што су фарме (пиканини-израз који се користио погрдно као доминантна расна карикатура црне дјеце).
Дјечји рад је подстакнут и новим пореским законима. Британско и француско колонијално царство увеле су нове порезе како би помогле у плаћању трошкова локалне колонијалне владе. Један од њих, назван Порез на главу, наметнуо је порез који треба да плати свака особа, у неким случајевима и стара 8 година. Становништво региона се побунило против таквих пореза, сакрило своју дјецу и углавном је морало да обезбједи да њихова дјеца буду укључена у привредну активност да би плаћала такве порезе и плаћала своје животне трошкове. Хришћанске мисионарске школе у Африци које се протежу од Замбије до Нигерије такође су захтевале рад дјеце, а заузврат су пружале вјерско образовање, а не свјетовно образовање.
У касном колонијалном периоду, колонијалне владе су покушале да воде школе и образују дјецу у дијеловима Африке. Ови напори су генерално били неуспјешни и у смислу уписа и утицаја. Мало дјеце се уписало. Чак и када су се дјеца уписивала, то није нужно значило редовно похађање. Хронични изостанак, или дјеца напуштају школе да би умјесто тога „ишли на море са рибарима“. Џек Лорд тврди у својим прегледима научних радова о афричкој колонијалној историји да искуство касне колонијалне ере сугерише да су дјеца и породице доносиле одлуке на основу сложене комбинације економских фактора као што су приход домаћинства, стање породице и културни фактори који су разматрали рад са породицама као облик образовања и облик развоја друштвеног и људског капитала.

## Савремени дечији рад
Само пољопривреда запошљава више од 30% све афричке дјеце узраста од 10 до 14 година. Неформална економија као што су мали занатски рудници је још један значајан послодавац дјечијег рада.

### Буркина Фасо
Према Министарству рада Сједињених Америчких Држава у 2012. години, 37,8% дјеце у Буркини Фасо узраста од 5-14 година је радило, док је још 13,6% ишло у школу и радило.
Дјеца која су радила у каменоломима гранита и рудницима злата радила су 6 до 7 дана у недјељи до 14 сати дневно. "Плаћање" је у облику хране за јело и мјеста за спавање. Од тада, влада је усвојила Национални акциони план, и у сарадњи са Интерполом, спасила много дјеце од трговине дјецом.
До 2023. године, проценат дјеце која раде у Буркини Фасо благо је опао на 35,7%, према Министарству рада Сједињених Америчких Држава.
Хришћански дјечји фонд Канаде (енгл. Christian Children's Fund of Canada, скраћено CCFC) удружио се са EDUCO, колегом чланом ChildFund Alliance, у имплементацији пројекта који финансира Европска унија у северној Буркини како би се спречило да деца раде у рудницима.

### Гана
Министарство рада Сједињених Америчких Држава за 2010. годину је процијенило да у Гани има преко 2,7 милиона дјеце радника, или око 43% све дјеце узраста од 5 до 14 година. Од ове дјеце 78,7% ради у пољопривреди, 17,6% у рибарству и саобраћајним услугама, а 3,7% у индустрији, која укључује прерађивачку делатност и рударство. У Гани 64% дјеце тражи посао из финансијских разлога, што је чини водећим покретачем дјечијег рада у региону. Већина дјеце која раде у руралним подручјима раде на породичним фармама и често комбинују школовање са својим послом. У урбаним областима, као што су Акра и Ашанти, дјеца често нису уписана у школу и често се баве занатским риболовом и кућним услугама. Дјеца портери, локално звани кајаје, раде у урбаним срединама, а неки од њих имају чак 6 година.
Пољопривреда, рибарство и занатско рударство били су највећи послодавци.
У јужном региону Волта, дјеца раде у вјерском послу у периоду од неколико мјесеци до три године. Они су познати као трокоси (буквално: жена бога), фиашиди или вудуси. Ова пракса захтева од младих дјевојака да раде и служе вјерском реду, како би се искупиле за наводне гријехе чланова породице или као принос за срећу породице. Тврди се да је ова пракса присутна и у сусједним земљама, иако је забрањена и предвиђа затворску казну према законима Гане и сусједних земаља.
У 2013. статистика о раду дјеце није се много промијенила и према налазима ДОЛ-а о најгорим облицима дјечијег рада у Гани, већина дјеце која раде се бави опасним активностима попут прскања пестицида у производњи какаоа, риболову и ископавању злата. Списак робе произведене дјечјим или принудним радом Министарства за 2014. годину укључује рибу, нарочито тилапију, какао и злато као робу произведену у таквим условима рада у Гани.

### Демократска Република Конго
У 2008. години Блумберг је тражио дјечији рад у рудницима бакра и кобалта у ДР Конгу који су снабдијевали кинеске компаније. Дјеца ручно копају руду, носе вреће руде на леђима, а то онда откупљују ове компаније. Преко 60 од 75 фабрика за прераду у Катанги је у власништву кинеских компанија, а 90 одсто минерала у региону иде Кини. Извјештај афричке невладине организације тврди да 80.000 дјеце радника млађих од 15 година, или око 40% свих рудара, снабдјева рудом кинеске компаније у овом афричком региону.
Би-Би-Си је 2012. године оптужио Glencore да користи дјечији рад у својим рударским и топионичким операцијама у Африци. Glencore је негирао да је користио дјечији рад и рекао да има строгу политику некоришћења дјечијег рада. Glencore је тврдио да је свјестан дјеце рудара за које је тврдио да су дио групе занатских рудара. Они су неовлашћено извршили препад на концесију Glencore од 2010. године, а компанија је тврдила да је молила владу да уклони занатске рударе из своје концесије.
У Конгу ради око 4,7 милиона дјеце узраста од 5 до 14 година. Поред рудника бакра, дјеца са својим породицама учествују у занатском ископавању кобалта, волфрамита, каситерита, колумбита-танталита, злата, дијаманата. Многи од њих користе чекиће да ослободе руду, сипају оштре хемикалије без заштитне опреме и ручно транспортују камење из дубоких јама или отворених рудника. Дјеца такође раде у пољопривреди и настављају да буду регрутована као дјеца војници за Националну армију Конга и разне побуњеничке групе. Дјечји рад је уобичајено видљив на улицама региона Киншасе.

### Египат
Године 2013., у извештају америчког Министарства за рад, Налази о најгорим облицима дјечијег рада у Египту, наводи се да су „дјеца у Египту ангажована на дјечијем раду, укључујући пољопривреду и услуге у домаћинству“ и да „Влада није рјешила недостатке у свом законском оквиру за спровођење заштите дјеце“. Статистички подаци у извјештају показују да су 6,7% египатске дјеце узраста од 5 до 14 година радна дјеца и да 55% њих ради у пољопривреди. У децембру 2014. године, на Списку робе произведене дјечјим или принудним радом одјељења наведена су 2 типа робе произведена у таквим условима рада: памук и кречњак. Вађење кречњака је националним законом одређено као опасна активност. Појачани су напори да се смањи дјечији рад. На примјер, од 1. априла 2016. до 30. априла 2018. године, Међународна организација рада је започела пројекат борбе против дјечијег рада у Египту. Министарство социјалне солидарности је 2018. године пружило финансијску помоћ за преко 1,6 милиона људи како би помогло у финансирању образовања у дјетињству како би се смањио обим дјечијег рада.

### Замбија
Влада Замбије процјењује да у земљи ради око 595.000 дјеце. Од тога, 58% има 14 или мање година. Многи су запослени у неформалним рударским операцијама.
Министарство рада Сједињених Америчких Држава процјенило је, у свом извјештају из 2010. године, око 33% замбијске дјеце узраста од 5 до 14 година. Пољопривреда је доминантан послодавац, а рударство запошљава 98% цјелокупног дјечијег рада у Замбији. Неформални сектори који су свједоци најгорег облика дјечијег рада су плантаже памука, дуван, риболов, чај, кафа и дрвени угаљ. Дјечји рад је уобичајен у рударству. Међутим, то се свједочи у малим занатским и традиционалним рудницима, гдје дјеца ваде смарагде, аметист, аквамарине, турмалине и гарнете. Дјечји рад је присутан и у рудницима руда олова, цинка и бакра. Не носе никакву заштитну опрему за заштиту очију, лица или тијела; повреде су честе.
У Замбији је распрострањена трговина дјецом у сврхе опасног рада. Дјеца у пољопривреди и кућној служби мјењају се за новац, робу и поклоне члановима породице. Замбија има строге законе против трговине људима и дјечијег рада. Међутим, показало се да је имплементација и примјена њених закона тешка.
Према ИЛО, дјечији рад у Замбији представља стратегију суочавања дјеце и породица када одрасли хранитељи умру, разболе се или када породице једноставно нису у стању да саставе крај с крајем.

### Кенија
Суда је 2001. године процијенила да Кенија има 3 милиона дјеце која раде у неподношљивим условима и која су била видљива. Број невидљиве дјеце радника, тврди Суда, био је много већи. Видљиви дјечији рад у Кенији се бавио пољопривредом, туристичком индустријом, каменоломима и рудницима, пастирским радом, рударством, сакупљањем смећа, рибарском индустријом и транспортним сектором гдје се селе из мјеста у мјесто како то каже „Матату“.
Влада Кеније процјењује да ради 8,9 милиона дјеце узраста од 5 до 13 година, од којих већина пропушта школовање. Пољопривреда је главни послодавац; од свих радника запослених на плантажама кафе, на примјер, 30% су људи млађи од 27 година.
Уједињене нације, у свом извјештају о профилу земље за Кенију 2009. године, процјењују да око једне трећине све дјеце узраста од 5 до 14 година ради. Пољопривреда и рибарство су били највећи послодавци, при чему су бивши чинили отприлике 79% дјечијег рада.
Министарство рада Сједињених Америчких Држава процјенило је, у свом извјештају из 2010, да око 32% све кенијске дјеце узраста од 5 до 14 година ради или преко 2,9 милиона. Пољопривреда и рибарство су доминантни послодавци. Неформални сектори који су свједоци најгорег облика дјечијег рада укључују плантаже шећерне трске, пасторалне ранчеве, чај, кафу, мирау (биљку стимуланса), пиринач, сисал, дуван, пецање тилапије и сардина. Остале економске активности дјеце у Кенији укључују чишћење депонија, скупљање и продају отпадног материјала, стакла и метала, уличну продају, чување стада и просјачење. Присилна експлоатација дјеце у сексуалном туризму, тврди се у извјештају, преовлађује у великим градовима као што су Најроби, Кисуму, Елдорет и приобалним градовима Кеније.
Сиромаштво и недостатак могућности за школовање главни су узроци дјечијег рада у Кенији. Земља се суочава са недостатком наставника и школа, пренатрпаношћу у школама и процедуралним компликацијама због статуса нерегистроване дјеце. Кенијски закон спречава приступ школама дјетету ако оно није регистровано као држављанин код кенијских власти. Тренутно, 44% кенијске дјеце у руралним областима остаје нерегистровано. Стога, чак и када би школе могле бити доступне, сеоска дјеца нису у могућности да докажу држављанство, а ова нерегистрована дјеца ризикују да изгубе прилику за школовање.

### Мадагаскар
Дјеца су уобичајена у малим рудницима Мадагаскара. Нека дјеца су укључена у копање соли, радове у каменолому, прикупљање драгуља и руде злата. Око 58% дјеце у овим рудницима је млађе од 12 година. Према ИПЕЦ-у, дјеца радници у овим рудницима обично долазе из породица које су у тешкој економској ситуацији.
Према извјештају са сједиштем у Сједињеним Америчким Државама из 2010. године, око 22% Мадагаскарске дјеце узраста од 5 до 14 година, или преко 1,2 милиона ради. Друга група са сједиштем у Француској сугерише да дјечији рад у Мадагаскару премашује 2,4 милиона, са преко 540.000 дјеце узраста од 5 до 9 година која ради. Око 87% дјечијег рада је у пољопривреди, углавном у производњи ваниле, чаја, памука, какаоа, копре (суво месо кокоса), сисала, бербе шкампа и риболова. Малагашка дјеца ангажована у кућним пословима раде у просјеку 12 сати дневно.
Неколико међународно финансираних напора било је укључено на Мадагаскару како би се смањио и спречио дјечији рад. Међутим, они су престали, након промјене владе након државног удара 2009. године, јер је велики дио финансирања од међународних донатора, укључујући Афричку унију, Европску унију, Свјетску банку и Сједињене Америчке Државе, суспендован.

### Мароко
Извјештај из 2010. године процјењује да је око 150.000 дјеце узраста између 5 и 14 година радило у Мароку. Пољопривреда и домаће услуге су доминантни послодавци. Младе дјевојке, локално назване petites bonnes (мале слушкиње), шаљу се да раде и живе код својих послодаваца и имају статус кућне послуге, од којих многе имају 10 или мање година. Ове мале дјевојке потичу из веома сиромашних породица, суочавају се са условима присилног ропства, укључујући дуге сате без одмора, одсуство празника, физичко, вербално и сексуално злостављање, задржане плате, па чак и ограничења у кретању. Ускраћено им је образовање. Видљивији облици јдечијег рада укључују дјецу на улици у Казабланки, Маракешу, Фесу и Мекнесу. Ова дјеца преживљавају тако што продају цигарете, просе, чисте ципеле, перу аутомобиле и раде као носачи и пакери у лукама.
Министарство за планирање у Мароку процјењује да у земљи постоји између 60.000 и 100.000 малих слушкиња. Студије које је наручила влада Марока откривају да су сиромаштво и недостатак школе, често у комбинацији, примарни узроци феномена малих слушкиња у Мароку. Поред тога, сеоски родитељи не вјерују да образовање или диплома било које врсте могу помоћи њиховим дјевојчицама да нађу посао.

### Нигерија
У 2006. години у Нигерији је било око 15 милиона дјеце радника млађих од 14 година. Многи од њих су радили у опасним условима и дугим сатима. Сиромаштво је било главни покретач дјечијег рада, а приходи ове дјеце били су главни дио прихода њихових осиромашених породица. Огромна већина дјечијег рада у Нигерији радила је у пољопривреди и полуформалној или неформалној економији. Домаће слуге су биле најмање видљив облик дјечијег рада, а често и сексуално узнемираване. Међу неформалном економијом и јавним мјестима, улична продаја запошљава 64%. Усред неформалних предузећа на полујавним мјестима, дјеца су често примјећена као механичари и кондуктери у аутобусима.
Око 6 милиона дјеце Нигерије уопште не иде у школу. У садашњим условима ова дјеца немају времена, енергије ни средстава да иду у школу.

### Руанда
ИЛО процењује да Руанда има 400.000 дјеце радника. Од њих се сматра да је 120.000 укључено у најгоре облике дјечијег рада, а 60.000 су дјеца која раде у домаћинству.

### Свазиланд
Дјечји рад у Есватинију је контроверзно питање које погађа велики дио становништва земље. Дјечји рад се често посматра као брига о људским правима јер је то „рад који дјецу лишава дјетињства, њиховог потенцијала и достојанства и који је штетан за физички и ментални развој“, како је то дефинисала Међународна организација рада (ИЛО). Поред тога, дјечији рад је штетан по томе што ограничава могућност дјетета да похађа школу или да се образује. МОР признаје да нису сви облици рада дјеце штетни, али овај чланак ће се усредсредити на врсту дјечијег рада који је опште прихваћен као штетан за дјете које је укључено.

### Танзанија
Дјечји рад је уобичајен у Танзанији гдје милиони раде.‍:стр. 593 Чешћи је код дјевојчица него код дјечака. Дјевојчице се обично запошљавају као кућне службенице, понекад и силом.‍:стр. 594 Посебно се интерно тргује сиромашном дјецом ради комерцијалне сексуалне експлоатације.‍:стр. 594 Танзанија је ратификовала Конвенцију о правима дјетета 1991. године и Афричке повеље о правима и добробити дјетета у 2003. години. Танзанија је тада донијела Закон о дјеци из 2009. године. Да би се помогло у примјени тог закона и обезбједио механизам за пријављивање кршења дјечијих права, бесплатна телефонска линија за помоћ је доступна широм земље.

У 2013. години, Министарство рада САД извјестило је у својој студији о најгорим облицима дјечијег рада да су 25% дјеце узраста од 5 до 14 година радна дјеца. Овај проценат одговара око 3,1 милион дјеце. Према извештају, упркос умјереном напретку владе у елиминисању дјечијег рада, дјеца у Танзанији и даље се баве пољопривредним и рударским активностима као плаћени радници. У децембру 2014, ИЛАБ-ова листа робе произведене дјечјим радом или принудним радом пријавила је 8 роба произведених у таквим условима рада у Танзанији, од којих су 6 пољопривредна добра (најважније кафа, сисал, чај и дуван). Преостали предмети су злато и танзанит.

## Динамика и учесталост појаве дјечијег рада у Африци
Међународна организација рада (ИЛО) је навела да је, пре свега, сиромаштво највећа појединачна сила која тера дјецу на радна мјеста. Још један важан фактор који тера дјецу на по њих штетан рад је недостатак школа и лош квалитет школовања.

### Закони о дјечијем раду у Африци
Већина афричких влада званично је усвојила три конвенције Међународне организације рада (ИЛО). Поред тога, многи су потписали меморандум о разумевању са МОР за покретање програма у оквиру Међународног програма за елиминацију дјечијег рада (ИПЕЦ).
Нигерија је, на примјер, сада активна чланица ИПЕЦ-а. Такође спроводи пројекат пољопривреде какаа у Западној Африци. Нигеријски Закон о правима дјетета сада је дио њеног Закона о раду и забрањује експлоататорски рад дјеце. Неке државе, попут Анамбре, такође су забраниле дјеци да раде током школских сати.
Јужноафричка Република је прогласила кривичним дјелом запошљавање дјетета млађег од 15 година, осим уз дозволу Министарства рада за запошљавање дјеце у сценским уметностима. Чланови 43 до 47 Закона о запошљавању такође чине незаконитим запошљавање деце узраста од 15 до 18 година ако је посао неприкладан њиховом узрасту или нешто што их доводи у опасност.
Кенија је 2001. године донела Закон о дјеци. Одељак 10. овог закона штити децу и омладину млађу од 18 година од економске експлоатације и сваког посла који би могао да буде опасан или да омета образовање детета, или да нашкоди духовном, моралном и духовном развоју детета. или друштвени развој. Закон такође забрањује ангажовање било кога млађег од 18 година за војску или било који оружани сукоб.
Гана, као још један примјер, забрањује дечији рад. Одељак 87 Закона о дјеци из 1998. забрањује било којој особи да запошљава дијете на експлоататорском раду, или у било каквом ангажману који лишава дијете здравља, образовања или развоја. Члан 88. забрањује било коме да запосли било које дијете ноћу, односно између осам сати увече и шест сати ујутру. Чланови Закона од 89 до 90 дозвољавају дјеци старијој од 13 година да се баве лаким пословима, а старијима од 15 година неопасне послове. У 2018. години само су три појединца кажњена у Гани због запошљавања дјеце млађе од законске доби и лишавања права на образовање, а ниједан послодавац до сада није издржао затворску казну, што показује да је спровођење закона ограничено у Гани.
Иако је значајан закон сада на снази у скоро цијелој Африци, спровођење закона остаје изазов. Због недостатка државне интервенције, ове стопе дјечијег рада настављају да расту. 14,2% дјеце додатно ради у познатим опасним условима преко три године. Непостојање посљедица по послодавце, довело је до тога да дјеца изаберу да остану запослена из страха од насиља и/или потребе да обезбједе своје породице, приморава их да остану запослена.

### Реакција невладиног сектора
МОР има низ пројеката у Африци који настоје да смање и на крају елиминишу дјечији рад у Африци. Један такав пројекат, покренут 2006. године, фокусиран је на западноафричке земље Бенин, Буркину Фасо, Зеленортска острва, Обалу Слоноваче, Гамбију, Гану, Гвинеју, Гвинеју Бисао, Либерију, Мали, Нигер, Нигерију, Сенегал, Сијера Леоне и Того. Овај пројекат, започет 2009. године, има за циљ најгоре облике дјечијег рада у западној Африци. Она има двије главне компоненте: прва ће подржати националне напоре да се елиминишу најгори облици дјечијег рада, док друга има за циљ мобилисање суб-регионалних креатора политике и унапређење подрегионалне сарадње за елиминацију најгорих облика дјечијег рада међу свим петнаест држава чланица Економске заједнице западноафричких држава (ЕЦОВАС).
Пројекат КУРЕТ, који је акроним за борбу против експлоатитивног дјечјег рада кроз образовање у Кенији, Уганди, Руанди и Етиопији заједно, представља регионални напор да се спријечи експлоативан дјечији рад кроз образовање. Финансиран од стране Министарства рада Сједињених Америчких Држава и имплементиран од стране Ворлд Висион, Академије за развој образовања и Међународног комитета спасавања, КУРЕТ је почео у септембру 2004. године. Регионална канцеларија се налази у Кампали, Уганда. Извјештај из 2009. године тврди да је то промјенило животе хиљада дјеце у овом региону Африке.
Patriots Ghana је још једна невладина организација која се налази у Гани. Визија организације је нација пуна оснажених патриота који доприносе развоју Гане. Организација се фокусира на постизање развоја кроз различите локалне акције. Њихова мисија је да оснаже грађане Гане да предузму значајне пројекте у вези са елиминацијом трговине дјецом и рада, здравства, образовања, људских права и економског развоја, како би побољшали животе мање привилегованих грађана Гане. Patriots Ghana стога има за циљ да остваре своју мисију кроз приступ заснован на правима који се огледа у њиховим активностима. Организација наглашава потребу за приступом заснованим на правима због посљедица брзог раста становништва у Гани, који је резултат недостатка здравствене заштите за сиромашне. Потреба за снабдјевањем за велику породицу довела је до дугорочне финансијске нестабилности, посебно у руралним регионима. Због потребе да обезбједе своје породице, деца су често лишена права на образовање и морају да раде. Да би елиминисала дугорочну спиралу сиромаштва, организација се фокусира на акције које оснажују заједнице да поново успоставе људска права смањењем дјечијег рада у Гани.